# Redecard
Redecard est une entreprise brésilienne spécialisée dans l'acquisition de transactions monétiques, et faisant partie de l'indice Bovespa, le principal indice boursier de la bourse de São Paulo. Redecard est la deuxième entreprise brésilienne du secteur derrière Cielo.